# Rue Crémieux
La rue Crémieux est une voie située dans le quartier des Quinze-Vingts dans le 12e arrondissement de Paris.

## Situation et accès

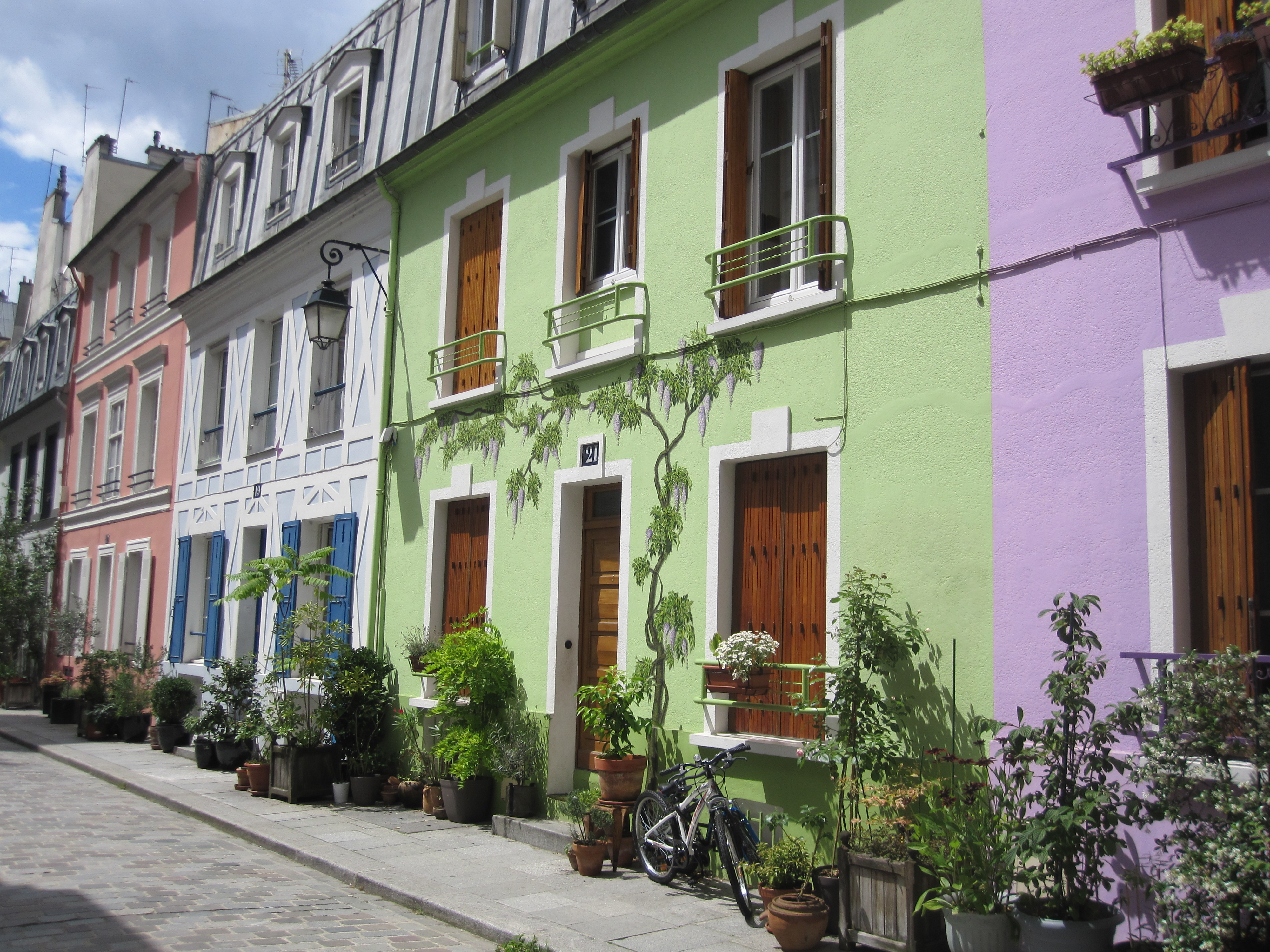
Vue d'une partie de la rue.

Elle débute 228, rue de Bercy et se termine 19, rue de Lyon.
La rue Crémieux est accessible à proximité par la ligne de métro 5 à la station Quai de la Rapée ou par la ligne de métro 14 à la station Gare de Lyon.

## Origine du nom
Son nom renvoie à Adolphe Crémieux (1796-1880), avocat et homme politique, membre du gouvernement de la Défense nationale, auteur d’un décret célèbre de 1870 qui donna la nationalité française aux Juifs d’Algérie.

## Histoire

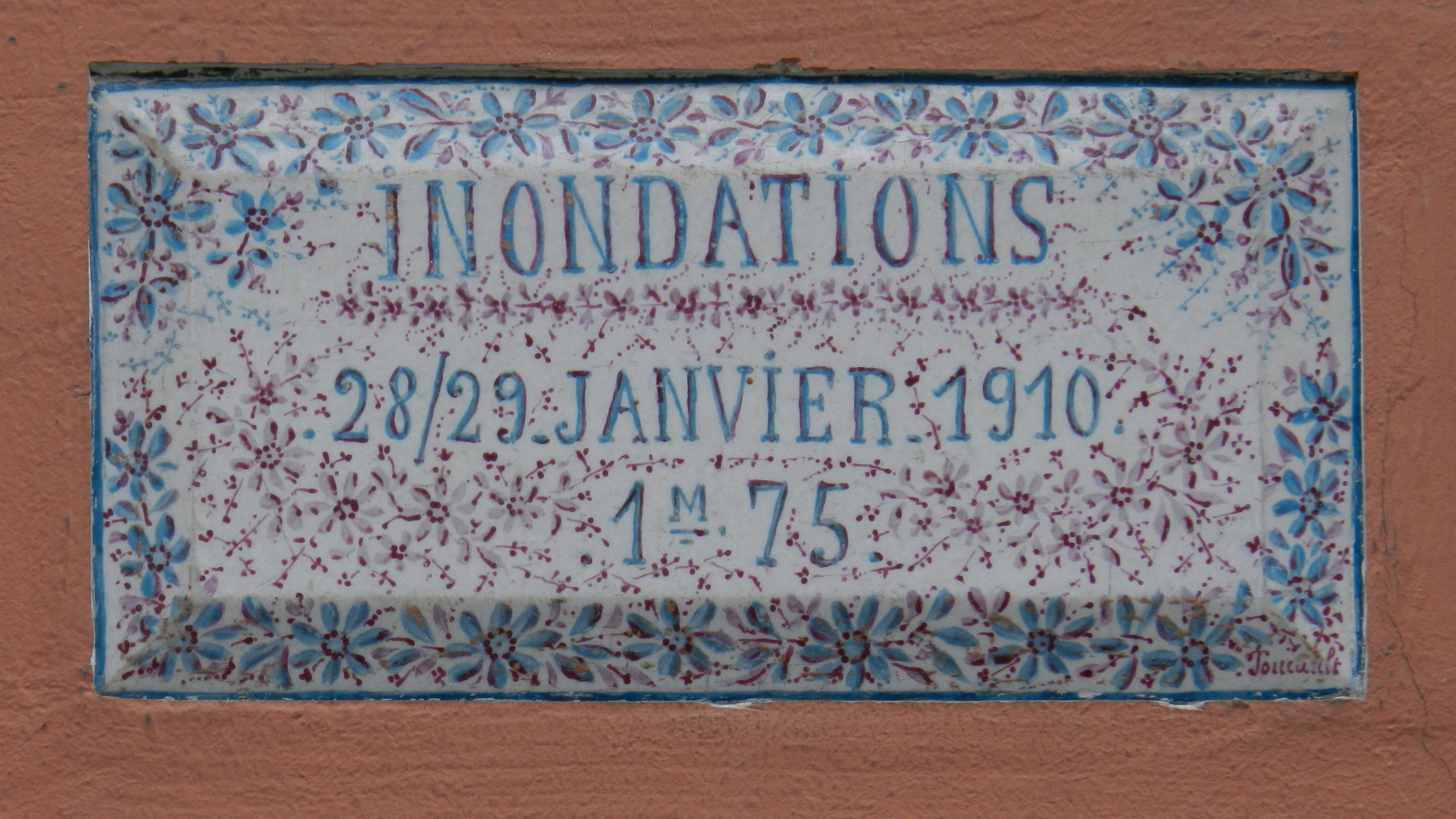
Plaque indiquant le niveau de la crue de 1910.

Ouverte en 1865 par le promoteur Moïse Polydore Millaud, à l'emplacement des anciennes Arènes nationales, la rue a porté jusqu'en 1897 le nom d'« avenue Millaud ».
Par superstition, comme beaucoup d'immeubles dès cette époque, le n°11bis remplace le 13.
Lors de la crue de la Seine de 1910, le niveau du fleuve a atteint 1,75 m au numéro 8 de la rue. Une plaque commémorative en faïence est depuis apposée à l'endroit même.
La rue est piétonne depuis 1993.

## Bâtiments remarquables et lieux de mémoire
Située à proximité de la gare de Lyon, la rue Crémieux est une rue piétonne, pavée depuis 1993, bordée de petits pavillons de profil semblables, à deux étages et aux façades colorées. La rue porte également la marque de l'inondation de 1910.

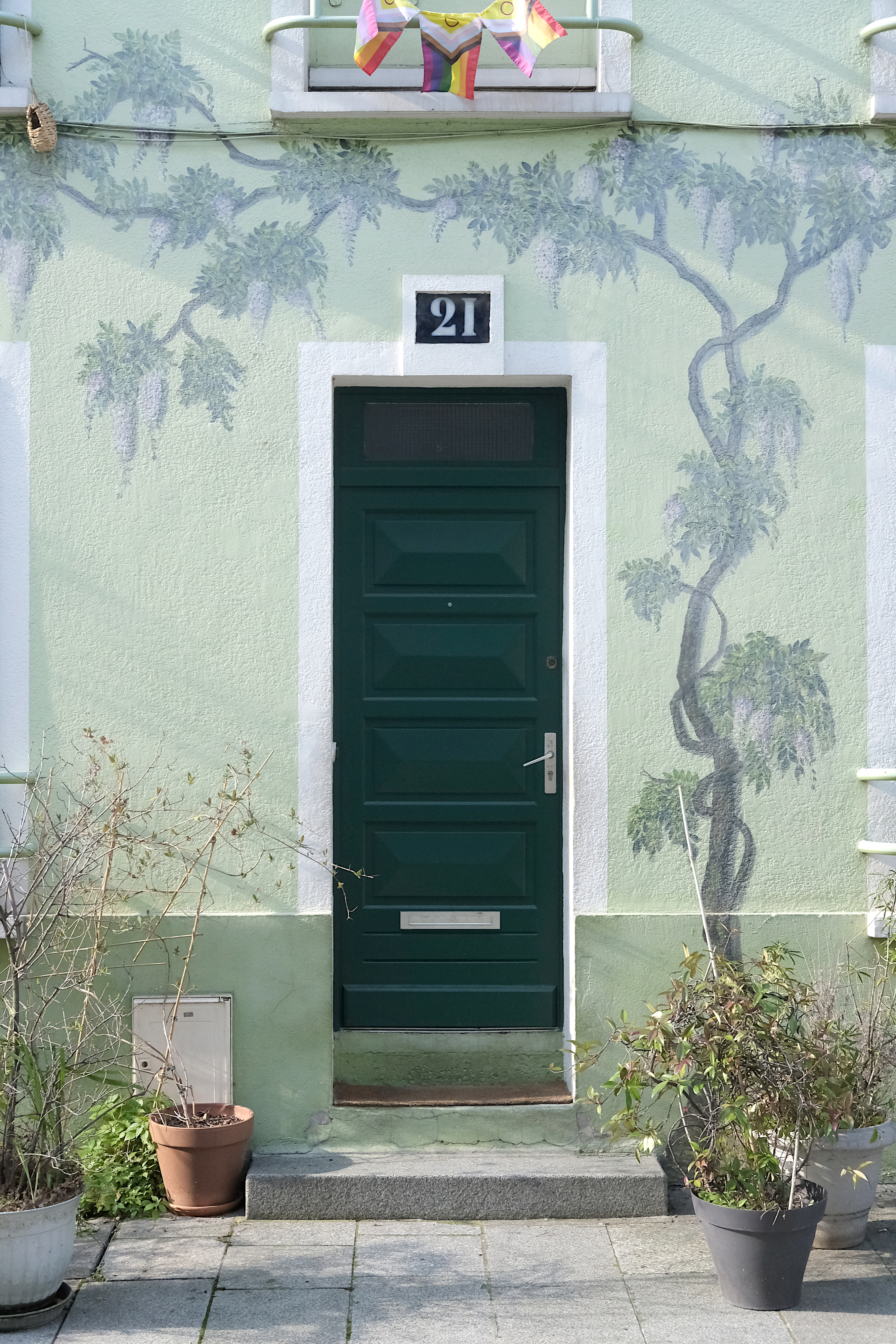
N°21.
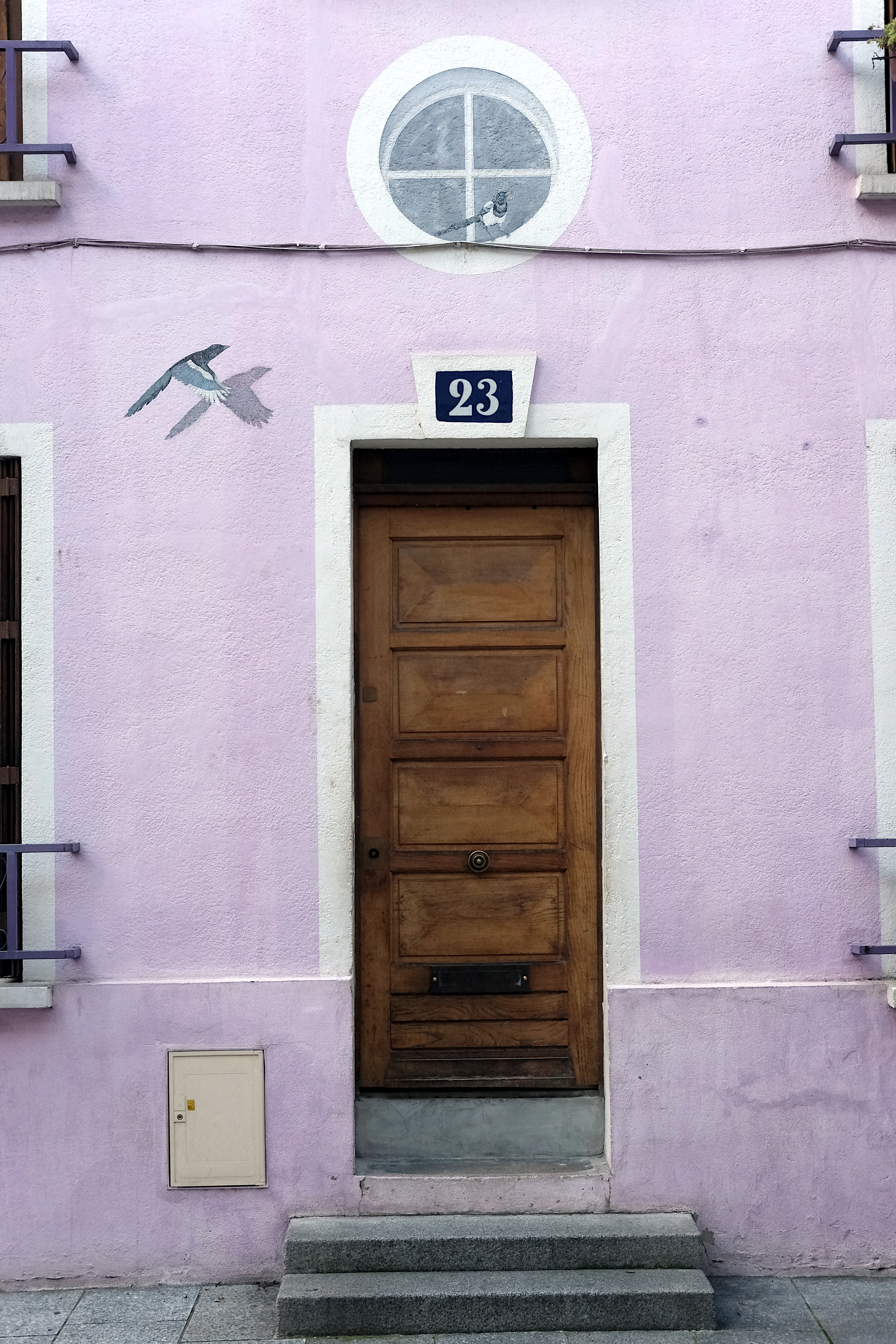
N°23.
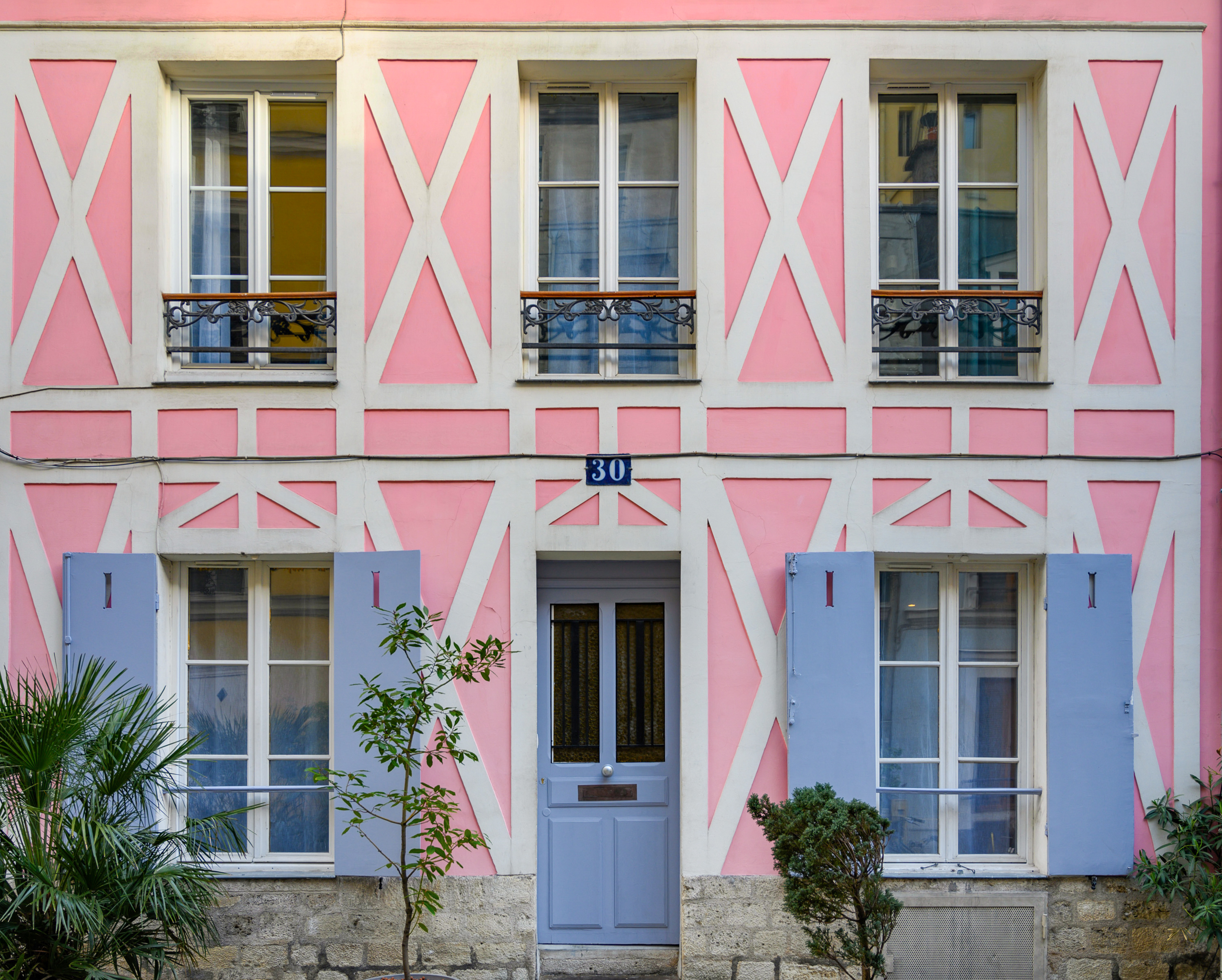
N°30.

La rue et ses façades colorées, qu'on ne trouve nulle part ailleurs à Paris, sont victimes de leur succès. En sus de la fréquentation touristique habituelle, elle est occupée, à partir de l'année 2016, par des influenceurs qui cherchent à reproduire les clichés véhiculés sur les réseaux sociaux,. La mairie du 12e arrondissement réfléchit à une fermeture partielle de la voie, afin de limiter ce phénomène, qui nuit à la qualité de vie des riverains.